# Fiat 132
Fiat 132 — великий сімейний автомобіль, що випускався компанією Fiat з 1972 по 1981. Оновлена версія моделі під назвою Fiat Argenta випускалася з 1981 по 1985. Ця модель була останньою масовою моделлю компанії Fiat з приводом на задні колеса.

## Опис

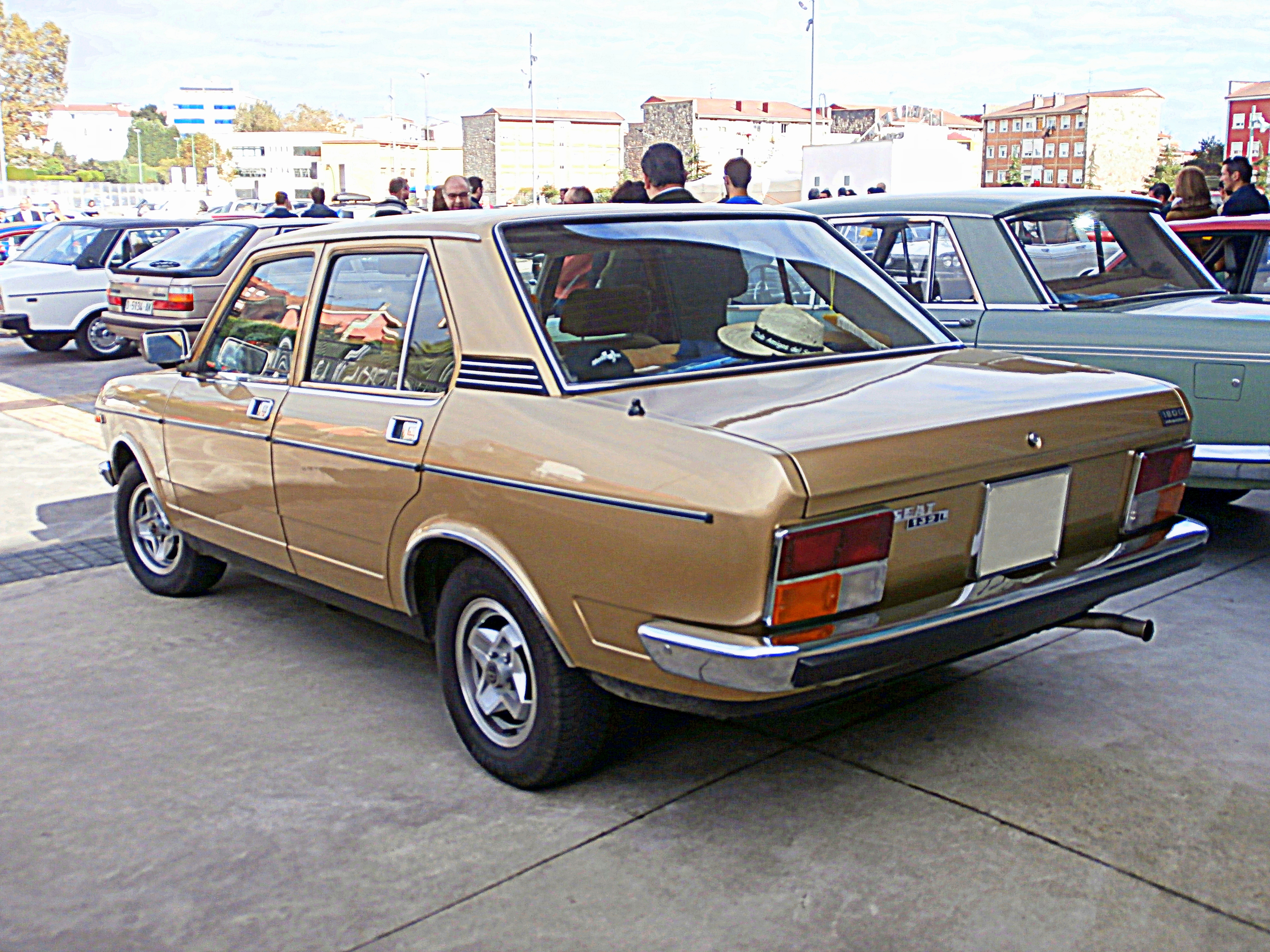
SEAT 132

Модель 132 була представлена в якості заміни Fiat 125, проте виглядала зовні як більш дорогий варіант — Fiat 130. Дизайн автомобіля розробив Марчелло Гандіні.
Також як і 125 модель, 132 оснащувалася 5-ти ступінчастою коробкою передач (стандартно для деяких країн і в якості опції — для інших). В якості опції була доступна і автоматична коробка передач Turbo-Hydramatic 180, виробництва GM.
У 1974-му машина піддалася модернізації. Передня підвіска була істотно перероблена, в зв'язку з недостатньою керованістю. Разом з новою підвіскою автомобіль отримав і нові амортизатори. Двигун об'ємом 1600 см3 залишився без змін, в той час як у двигуна, об'ємом 1800 см3 була проведена доробка головки блоку циліндрів і карбюратора, що збільшило потужність до 107 к.с. Усередині зміни торкнулися дизайну рульового колеса, управління обігрівом і вентиляцією.
У квітні 1977 року 132 модель була знову оновлена. У машини з'явилися нові пластикові бампера, додався підсилювач рульового управління. У салоні оновилася приладова панель і форма сидінь. В цей же час закінчилося виробництво 130 моделі і таким чином 132 модель стала флагманською.

## Fiat Argenta (1981-86)

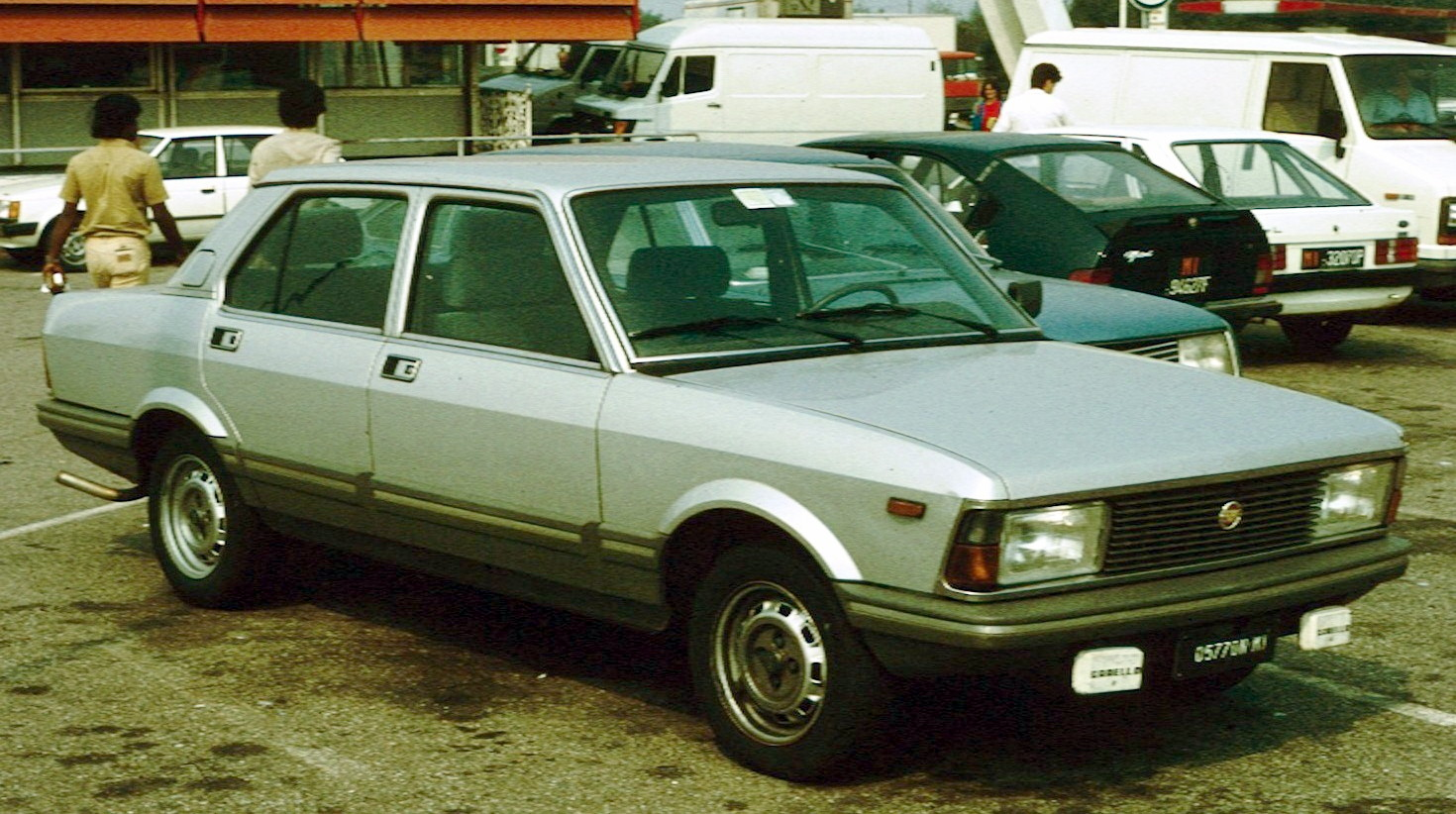
Fiat Argenta

Другій великій модернізації 132 модель піддалася в 1981 році, і отримала нове ім'я — Fiat Argenta. Зміни торкнулися зовнішнього вигляду, коліс, приладової панелі, дзеркал і фар.
У 1984 був проведений фейс-ліфтинг моделі. Оновилася радіаторна решітка, на якій став красуватися новий логотип Fiat з п'ятьма похилими рисками, з'явився стабілізатор поперечної стійкості на задній осі. Передня вісь стала ширшою на 40 мм, з'явилися нові колеса.
З'явилися і нові двигуни: перший турбодизель від Fiat — об'ємом 2,5 л., потужністю 90 к.с., а для моделі Argenta VX — двигун з нагнітачем потужністю 135 к.с., на основі двигуна від моделей Lancia Volumex.
Автомобіль виготовлявся до 1986 року. На заміну йому прийшов Fiat Croma.